# فريدريك هورن
فريدريك هورن (بالنرويجية البوكمول: Fredrik Horn)‏ (8 يونيو 1916 في النرويج - 18 نوفمبر 1997 بأوسلو في النرويج) هو لاعب كرة قدم نرويجي في مركز الدفاع، شارك في الألعاب الأولمبية الصيفية 1936. وشارك مع منتخب النرويج لكرة القدم. أما مع النوادي، فقد لعب مع نادي لين.

## وصلات خارجية
- فريدريك هورن على موقع اتحاد النرويج (النرويجية)
- فريدريك هورن على موقع قاعدة بيانات كرة القدم.إي يو (الإنجليزية)
- فريدريك هورن على موقع ناشيونال فوتبول تيمز (الإنجليزية)
- فريدريك هورن على موقع عالم كرة القدم.نت (الإنجليزية)
- فريدريك هورن على موقع أوليمبيديا (الإنجليزية)